# Dún Laoghaire – Rathdown

Dún Laoghaire – Rathdown

Dún Laoghaire – Rathdown (irsky Dún Laoghaire–Ráth an Dúin) je část irského hrabství Dublin nacházející se na východě země v bývalé provincii Leinster.
Hlavním městem Dún Laoghaire – Rathdown je Dún Laoghaire. Rozloha činí 127,3 km² a žije v něm 206 995 obyvatel (2011).
Dún Laoghaire – Rathdown používá stejné SPZ jako celé hrabství Dublin, tedy D.